# Dirk van Tichelt

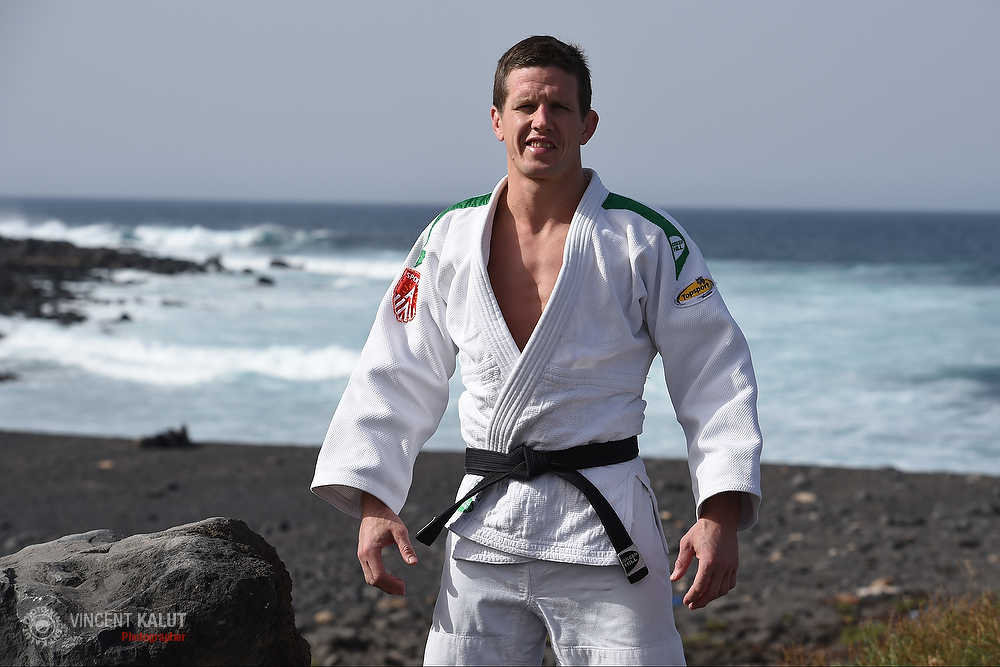
Dirk van Tichelt

Dirk van Tichelt, född den 10 juni 1984 i Turnhout, är en belgisk judoutövare.
Han tog OS-brons i de olympiska judo-turneringarna vid olympiska sommarspelen 2016 i Rio de Janeiro i herrarnas lättvikt..